# Brunny Gomes
Bruniele Ferreira Resende (Governador Valadares, 21 de agosto de 1989) é uma ex-estilista, apresentadora de televisão e política brasileira, ex-deputada Federal por Minas Gerais. Ela foi casada com o ex-deputado estadual mineiro e empresário Hélio Gomes, divorciou-se em 2016. 

## Carreira política
Brunny foi eleita deputada federal em 2014, para a 55.ª legislatura (2015-2019), pelo PTC. Depois da passagem ao PMB, Brunny ingressou no PR.
Como deputada federal, votou contra a admissibilidade do processo de impeachment de Dilma Rousseff. Posteriormente, votou a favor da PEC do Teto dos Gastos Públicos. Em abril de 2017 votou a favor da Reforma Trabalhista. Em agosto e em outubro de 2017 votou, nas duas ocasiões, contra o processo em que se pedia abertura de investigação do presidente Michel Temer, ajudando a arquivar a denúncia do Ministério Público Federal.